# 景公 (晋)
景公（けいこう、? - 紀元前581年）は、中国春秋時代の晋の君主（在位：紀元前600年 - 紀元前581年）。姓は姫、諱は拠。成公の子。 

## 生涯
即位して間もない頃、国内外で大きな問題が立続けに起こった。紀元前597年、鄭救援のために派遣した荀林父率いる晋軍が邲の戦いで敗北した。趙朔の叔父、趙同・趙括兄弟が戦争継続を主張した敗戦の責任から趙家への風当たりが厳しくなっていた。これに乗じた司寇屠岸賈に、かつて一族の趙穿が霊公を殺した罪を着せられ、趙朔が殺された。荀林父も敗戦の責任を感じ死を乞うたが、士会の助命により許された。敗戦後に寝返った鄭に荀林父を送りこみ討伐。荀林父は戦わずに閲兵式だけで屈服させた。
晋の威信を取り戻すことに成功すると、盛んに活動していた北方の赤狄討伐に乗り出した。紀元前593年、荀林父が死去し、士会が正卿となる。同年、赤狄の一部、甲氏、留吁、鐸辰を滅ぼした。
紀元前591年、士会が正卿を辞し、郤克が正卿となった。
紀元前589年、斉が魯を攻めて、救援の衛を破った時、救援要請があった。時の正卿・中軍の将の郤克が以前斉を訪問した時、頃公に風貌を笑われたという私怨もあって斉との戦いになった。同年、鞍の戦い、私怨からではあったが勝利をおさめ、東方での権威を回復した。
紀元前588年、赤狄のうち最後まで残っていた廧咎如（しゃうこうじょ、kängäräs）を滅ぼし、後顧の憂いを断つのに成功した。死後の、紀元前575年の鄢陵の戦いにおける勝利の足がかりを作ったといえる。
一方、内政においては、紀元前587年、荘姫私通事件が起こった。景公は、屠岸賈の意見を入れ、趙嬰斉、趙同、趙括を斉へ追放した。この結果、他の大夫を強大化させることになってしまった。屠岸賈の意見をいれたのは、次の厲公のときにも見られる一種の側近政治の萌芽とも考えることができる。同年、郤克が死去し、欒書が正卿となった。
紀元前585年、絳（現在の翼城県）から汾水ぞいの新田（現在の侯馬市）に遷都した。新しい都も絳と呼ばれた。区別するときは故絳・新絳と呼ぶ。
紀元前584年、楚の巫臣と夏姫が晋に亡命してきた。このとき、楚において令尹の子重と司馬の子反に巫臣の一族が殺され、巫臣が激怒する事件が起こった。巫臣は私怨からではあったが、呉と手を結んで楚を挟撃する献策を上奏した。
紀元前583年、下宮の難で趙氏が滅亡したが、景公は趙朔の遺児趙武を探し出させ、趙氏を復活させた。

## 病膏肓に入る
紀元前581年、景公は、大厲（病気の神霊）と化した趙同・趙括の死霊に祟られ臥せた。景公は秦から名医の緩を呼び寄せて診断を受けたが、大厲たちはそれを察知して、膏（横隔膜）の下で肓（心臓）の上という、治療できない部位に隠れ込んでいた。景公は治ることなく病死してしまった。
これが、病気を患い、どんな名医にでも治療できないような重い病気で、救いようのない状況や人物を表現する「病膏肓に入る（やまいこうこうにいる）」という故事成語のもととなった。
また一説によると、病床の景公が自分の寿命を占わせたところ、「公は新麦をお召しになる前に亡くなられます」とのことであった。新麦の収穫を祝う食膳に就いたとき、にわかに腹具合が悪くなった景公は便所に立ったが、足を滑らせ、便所の中に転落して死んだともいう。